# Акт про спадкування престолу (Велика Британія)

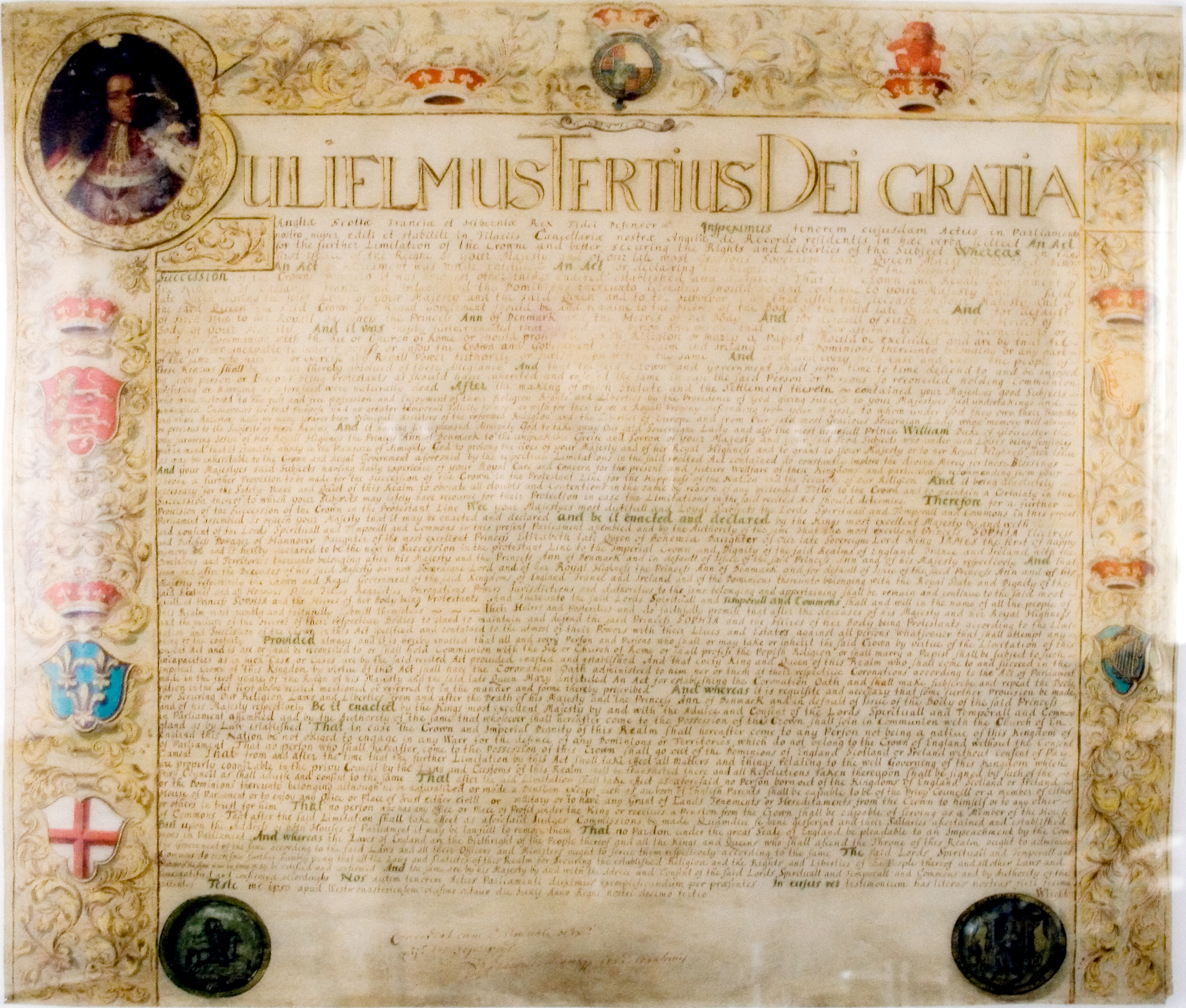
Акт про спадкування престолу; крупним шрифтом виділено початок: «Вільгельм Третій, з Божої милості»

Акт про спадкування престолу або Акт про влаштування (англ. Act of Settlement) — законодавчий акт, прийнятий Парламентом Англії у 1701 році, який позбавив католицьку чоловічу лінію Стюартів прав на престол на користь протестантки Софії Ганноверської та її нащадків.
Повна назва — «Акт про подальше обмеження влади монарха та найкращу охорону прав і свобод підданих», Акт називають також «Білль…» або «Закон про спадкування престолу в Англії». Це одна з частин британської Конституції — поряд із Habeas Corpus Act та Біллем про права 1689 року.

## Історичний контекст
Акт було прийнято за часів царювання короля-протестанта Вільгельма III Оранського, безпосередньою наступницею якого була його своячка Анна. Усі діти Анни померли немовлятами або в дитинстві, останній, 11-річний герцог Глостерський, помер у 1700 році. Ця смерть підіймала неминуче питання про подальше спадкування престолу, оскільки всі найближчі родичі дому Стюартів були католиками. Громадська думка в Англії та Шотландії була категорично проти зайняття престолу католиками: це могло призвести до ліквідації завоювань Славної революції 1688 року, тим паче що найближчим претендентом був однокровний брат Анни — син вигнаного до Франції Славною революцією Якова II. За умов Війни за іспанську спадщину претендент «Яків III», який проживав у Франції, перебував у таборі ворогів Англії й мав підтримку Людовіка XIV.

## Правила спадкування престолу
Відповідно до Акту монархом в Англії (а потім, з 1707 року, і у Великій Британії) могла бути тільки особа, що перебуває у в євхаристичному спілкуванні з Англіканською Церквою. Від спадкування престолу усувались:
- особи католицького віросповідання,
- особи, які стали до шлюбу з католиками [1], а також
- потомство тих і інших.

Відповідно до Акту після майбутньої королеви Анни від престолу були поступово усунуті:
1. її брат Яків (Старий претендент),
2. принци Савойського дому — нащадки Генрієтти, герцогині Орлеанської, дочки Карла I,
3. принци Пфальцького дому — нащадки синів Єлизавети, дочки Якова I.

Відповідно до Акту наступницею Анни було призначено її двоюрідну тітку — наймолодшу дочку Єлизавети Пфальцької — Софія Ганноверська, вдова протестантського ганноверського курфюрста Ернста Августа. Але Софія померла за місяць до Анни, і на британський престол вступив її син, ганноверський курфюрст Георг I. Таким чином, Велика Британія вступила до особистої унії з Ганновером під владою Ганноверської династії (Вельфів).

## Інші правові положення
Окрім порядку спадкування престолу в Акті було закладено, що за королівським помилуванням неможна зупинити провадження за порушеним палатою громад звинуваченням, а у судовій системі було проголошено незмінність суддів (неможливість їх усунення з посади за розпорядженням монарха; зняття з посади судді, який скоїв проступок стало можливим тільки за рішенням обох палат парламенту).

## Перегляд Акту про спадкування престолу
Незважаючи на опозицію з боку католицької церкви, що зросла на хвилі ліберальних настроїв, яка вважала Акт образою для католиків та утиском їхніх прав, Акт про спадкування престолу чинний і нині.